# Godwin II del Wessex
Godwin II Haroldson (circa 1045) è stato un nobile anglosassone, figlio (probabilmente maggiore) di re Aroldo II d'Inghilterra.

## Biografia
Era figlio di Harold Godwinson, conte di Wessex (futuro Aroldo II d'Inghilterra) e di sua moglie Edith la Bella. Con l'ascesa del padre al titolo di re d'Inghilterra divenne uno dei possibili eredi al trono, ma la morte di Aroldo II alla battaglia di Hastings e la conquista normanna dell'Inghilterra distrussero il potere della dinastia di Godwin, costringendola alla fuga.
Godwin si rifugiò in Irlanda assieme ai fratelli Edmondo e Magnus, formando un'alleanza coi locali signori irlandesi, già alleati di Aroldo II. Raccolto in breve tempo un esercito per liberare l'Inghilterra dai normanni, i figli di Aroldo sbarcarono nell'estate 1068 nel Somerset, ma si ritirarono dopo aver combattuto e ucciso il nobile locale Eadnoth, fedele ai normanni. L'anno successivo condussero una nuova razzia, stavolta sbarcando vicino Exeter, ma gli esuli subirono una dura sconfitta nella battaglia di Northam ad opera di Brian di Bretagna.
Tornati in Irlanda coi pochi sopravvissuti, i figli di Aroldo persero presto il supporto locale e furono costretti a fuggire sul continente, rifugiandosi alla corte del cugino Sweyn II di Danimarca. Da questo momento si perdono le tracce della maggior parte dei membri della dinastia anglosassone, e nulla si sa di Godwin dopo il 1070.
La sorella Gytha del Wessex sposò di lì a poco il principe Vladimir II di Kiev, e alcuni storici hanno per questo supposto che i fratelli la seguirono nell'Europa orientale, probabilmente integrandosi con la nobiltà locale. Lo storico e genealogista Dr. Józef Puzyna ha indagato su una leggenda della Samogizia in Lituania e nei risultati della sua ricerca ha concluso che Godwin si trasferì a est e trovò rifugio in Rutenia, dove lui o un suo figlio si ritagliarono un principato, inizialmente il Ducato di Nalška (var. Nalszczańska, Alsen), la sua capitale a Utena, i suoi discendenti col tempo divennero i granduchi ereditari di Lituania, re di Polonia, di Boemia e di Ungheria (vedi dinastie Gediminidi e Jagelloniche).

## Ascendenza
|                         |                 |                                     | Genitori                  |  |  | Nonni             |  |  | Bisnonni      |  |
|                         |                 |                                     |                           |  |  | Godwin del Wessex |  |  | Wulfnoth Cild |  |
|                         |                 |                                     |                           |  |  | Godwin del Wessex |  |  | Wulfnoth Cild |  |
|                         |                 | …                                   |                           |  |  | Godwin del Wessex |  |  |               |  |
| Aroldo II d'Inghilterra |                 |                                     |                           |  |  | Godwin del Wessex |  |  |               |  |
|                         |                 | Gytha Thorkelsdaettir               | Thorgils Sprakalägg       |  |  |                   |  |  |               |  |
|                         |                 | Gytha Thorkelsdaettir               | Thorgils Sprakalägg       |  |  |                   |  |  |               |  |
|                         |                 | Gytha Thorkelsdaettir               | …                         |  |  |                   |  |  |               |  |
| Godwin II del Wessex    |                 | Gytha Thorkelsdaettir               |                           |  |  |                   |  |  |               |  |
|                         | Thorkell l'Alto | …                                   |                           |  |  |                   |  |  |               |  |
|                         | Thorkell l'Alto | …                                   |                           |  |  |                   |  |  |               |  |
|                         | Thorkell l'Alto | …                                   |                           |  |  |                   |  |  |               |  |
| Edith la Bella          | Thorkell l'Alto |                                     |                           |  |  |                   |  |  |               |  |
|                         |                 | figlia di Etelredo II d'Inghilterra | Etelredo II d'Inghilterra |  |  |                   |  |  |               |  |
|                         |                 | figlia di Etelredo II d'Inghilterra | Etelredo II d'Inghilterra |  |  |                   |  |  |               |  |
|                         |                 | figlia di Etelredo II d'Inghilterra | Ælfgifu di York           |  |  |                   |  |  |               |  |
|                         |                 | figlia di Etelredo II d'Inghilterra |                           |  |  |                   |  |  |               |  |